# Jimmy Haslip
Jimmy Haslip (né en 1951) est un bassiste de jazz américain.

## Biographie
Jimmy Haslip est né le 31 décembre 1951.
Ancien bassiste du groupe de jazz des Yellowjackets, on peut l'entendre sur les nombreux disques de ce groupe ainsi que sur l'album de Gino Vannelli Brother to Brother (1978).
Il fait aussi partie du trio Jing Chi avec Robben Ford (guitare et cofondateur de Yellowjackets à la fin des années 1970) ainsi que Vinnie Colaiuta à la batterie. En 2007 il était le bassiste du projet d'hommage au Lifetime 2 instauré par Alan Holdsworth & Alan Pasqua (avec Chad Wackerman à la batterie) qui poursuit sa route depuis.
Sa discographie en tant que sideman depuis le milieu des années 1970 va de Kiss à Chaka Khan, en passant par de nombreux groupes de jazz fusion et Claude Nougaro (album Pacifique).

## Technique
Jimmy Haslip, possède la particularité d'être gaucher mais d'avoir appris à jouer sur une basse de droitier empoignée à l'envers. En conséquence, à l'inverse de tous les autres bassistes, ses cordes vont de la plus aiguë à la plus grave. Cela ne lui posa pas de problème particulier puisque Jimmy a, par la suite, toujours continué à jouer dans cette configuration, se faisant désormais fabriquer ses propres basses sur ce modèle singulier. Doté d'une technique remarquable, Jimmy Haslip est considéré comme un virtuose de la basse[réf. nécessaire].
Il joue principalement sur des basses 6 cordes (Mike Tobias) mais aussi sur un modèle du luthier américain Keith Roscoe, à 7 cordes, c'est le cas sur son 2e album solo Red Heat.